# الجمعية العمومية لقسمي الفتوى والتشريع (مصر)
الجمعية العمومية لقسمي الفتوى والتشريع هي أعلى جهة للإفتاء القانوني في مصر، وأنشأت مع إنشاء مجلس الدولة عام 1946 لإعطاء المشورة القانونية الرسمية لكافة جهات الدولة من خلال جهاز متخصص، وكانت تسمي قسم الرأي مجتمعاً. والجمعية العمومية لقسمي الفتوى والتشريع تستوي على القمة في مدارج تقسيمات القسم الاستشاري بمجلس الدولة الذي يتكون من إدارات الفتوى التي تختص بإعطاء الرأي القانوني لكل مجموعة من الوزارات ذات الطبيعة المتجانسة. وكل مجموعة من إدارات الفتوى تنظمها لجنة من لجان الفتوى، ويوجد بمجلس الدولة ثلاث لجان للفتوى هي اللجنة الأولى واللجنة الثانية واللجنة الثالثة، ويرأس كل لجنة أحد أقدم نواب رئيس المجلس.
تشكل الجمعية العمومية برئاسة النائب الأول لرئيس مجلس الدولة رئيسا، وعضوية رؤساء إدارات الفتوى المختلفة ولجان الفتوى الثلاث وهم من أقدم المستشارين نواب رئيس المجلس، بالإضافة إلى رئيس وأعضاء قسم التشريع، ويعاونهم رئيس المكتب الفني بالإضافة إلى أعضاء المكتب الفني للجمعية العمومية لقسمي الفتوى والتشريع.

## اختصاصات الجمعية
- الأول: إبداء الرأي القانوني في المسائل الدولية والدستورية والتشريعية وغيرها من المسائل القانونية التي تحال إليها من رئيس الجمهورية أو رئيس مجلس الوزراء أو رئيس السلطة التشريعية أو أحد الوزراء أو رئيس مجلس الدولة. أو أحد المسائل التي ترى أحد إدارات الفتوى أو لجانها أحالتها إلى الجمعية العمومية لقسمي الفتوى والتشريع لما لها من أهمية أو عمومية.
- الثاني: الفصل في المنازعات التي تنشب الوزارات والمصالح العامة والهيئات العامة ووحدات الإدارة المحلية فيما بينها، ويكون رأيها في هذه المنازعات ملزما للجانبين.
- الثالث: إبداء الرأي في مشروعات القوانين أو قرارات رئيس الجمهورية ذات الصفة التشريعية واللوائح التي يرى قسم التشريع أحالتها لأهميتها إلى الجمعية العمومية لقسمي الفتوى والتشريع.[1]